# 160'erne
Århundreder: 1. århundrede – 2. århundrede – 3. århundrede
Årtier: 110'erne 120'erne 130'erne 140'erne 150'erne – 160'erne – 170'erne 180'erne 190'erne 200'erne 210'erne
År: 160 161 162 163 164 165 166 167 168 169